# Kardinál protektor
Kardinál protektor je v římskokatolické církvi titul kardinála, který zastupuje určité církevní záležitosti konkrétní země nebo řádu v konzistoři a v kongregacích kardinálů.

## Rozdělení a působnost
Rozlišují se tedy kardinálové protekroři pro řeholní řády (protector ordinis) a pro jednotlivé země/území (protector nationalis). Řádoví protektoři existují již od počátku 13. století, zatímco zemský protektor byl jmenován poprvé v roce 1425 a pravidelně až od konce 15. století. 
Kardinála protektora jako svého zástupce zájmů v římské kurii jmenovali příslušní zeměpáni následujících států: Svatá říše římská, Habsburská monarchie (včetně Českých zemí a Uher), Dánsko, Anglie, Flandry, Francie, Irsko, Polsko, Portugalsko, Savojsko, Skotsko, Švédsko, Španělsko čtyři protektoráty (Aragonie, Kastílie, Neapol, Sicílie) a republiky Janov a Dubrovník.
Tito kardinálové měli výhradní právo navrhovat a podávat zprávy o nových jmenováních do čela diecézí a klášterů v zemi, kterou zastupovali, do kurie v Římě.
Od roku 1517 protektoři zase jmenovali viceprotektory, kteří byli zároveň kardinály. V roce 1621 se tito stali konprotektory, které rovněž jmenoval regent. Zastupovali zpravidla záležitosti v Římě, zatímco skuteční kardinálové protektoři obvykle spravovali vlastní diecézi nebo vykonávali jiné úkoly, a jejich titul byl vlastně jen čestným titulem. Občas byli jmenováni dva konprotektoři současně.
Poté, co si státy stále častěji ustanovovaly vlastní stálé vyslance nebo velvyslance u římské kurie, stali se kardinálové protektoři postupně postradatelnými. Posledním byl kardinál protektor Portugalska Vincenzo Vannutelli, a to až do své smrti v roce 1930. 

## Seznam kardinálů protektorů
V seznami níže jsou uvedeni kardinálové protekroři a vice nebo kompoprotektoři německého národa (nationalis germanicae) a rakouských dědičných zemí (nationalis austriacae) a rakouské říše.

### Německý národ
kardinálové protekroři
- 1492 – 1503: Francesco Piccolomini
- 1518 – 1539: Lorenzo Campeggi
- 1540: Pedro Manriquez
- 1540 – 1542: Girolamo Aleandro
- 1542 – 1550: Innocenzo Cibo
- 1550 – 1557: Juan Alvarez de Toledo
- 1557 – 1573: Otto Truchsess von Waldburg
- 1573 – 1600: Jan Ludvík z Madruzza
- 1603 – 1611: Ottavio Paravicini
- 1611 – 1633: Scipione Borghese
- 1635/36: František z Ditrichštejna
- 1636 – 1642: Mořic Savojský
- 1644 – 1666: Girolamo Colonna
- 1666 – 1682: Bedřich Hesensko-Darmstadtský
- 1682 – 1689: Karel Pius Savojský
- 1689 – 1701: Francesco de'Medici
- 1701 – 1707: Leopold von Kollonitsch
- 1707 – 1712: Johann Philipp von Lamberg
- 1712 – 1725: Christian August Sasko-Zeitz
- 1726 – 1738: Wolfgang von Schrattenbach
- 1738 – 1751: Sigismund von Kollonitsch
- 1751 – 1758: Ferdinand Julius von Troyer
- 1758 – 1765: uprázdněno
- 1765 – 1779: Alessandro Albani
- 1779 – 1800: František de Paula Hrzán z Harasova

- 1517 – 1530: Lorenzo Pucci
- 1530 – 1532: Wilhelm van Enkevoirt
- 1534 – 1539: Alessandro Cesarini
- 1538 – 1540: Girolamo Ghinucci
- 1540 – 1542: Alessandro Farnese
- 1542 – 1550: Juan Alvarez de Toledo
- 1550 – 1553: Bernardo Maffei
- 1557 - 1559: Pedro Pacheco
- 1558 – 1568: Clemente Dolera
- 1587 – 1593: Filippo Spinola
- 1594 – 1600: Ottavio Paravicini
- 1621 – 1625: Eitel Bedřich z Hohenzollernu
- 1625 – 1644: Giulio Savelli
- 1644: Girolamo Colonna
- 1665 – 1682: Karel Pius Savojský
- 1690 – 1693: José Saens de Aguirre
- 1694 – 1700: Francesco del Guidice
- 1701/02/ 1706–1710: Vincenzo Grimani
- 1703-05/ 1708-12: Fabrizio Paolucci
- 1713 – 1719: Wolfgang Hannibal ze Schrattenbachu
- 1719 – 1722: Michal Bedřich z Althanu
- 1722 - 1726: Alvaro Cienfuegos
- 1735 – 1743: Niccolò del Giudice
- 1745 – 1765: Alessandro Albani

### Rakouské dědičné země
Kardinální ochránci
- 1523 – 1531: Lorenzo Pucci
- 1532 – 1535: Giovanni Salviati
- 1540 – 1542: Girolamo Aleandro
- 1542 – 1555: Marcello Cervini
- 1555 – 1580: Giovanni Morone
- 1580 – 1600: Ondřej Rakouský
- 1603 – 1634: František z Ditrichštejna
- 1635 – 1638: Ippolito Aldobrandini
- 1638 – 1642: Mořic Savojský
- 1642 – 1655: uprázdněno
- 1655 – 1667: Arnošt Vojtěch z Harrachu
- 1673 – 1689: Karel Pius Savojský
- 1682 – 1758: jako „německý národ“
- 1758 – 1779: uprázdněný resp. A. Albani (jako komprotektor)
- 1779 – 1800: František de Paula Hrzán z Harasova
- 1800 – 1823: uprázdněno

- 1536 – 1541: Alessandro Cesarini
- 1560 – 1565: Kryštof z Madruzza
- 1571: Marcantonio Colonna
- 1574/ 1580/81: Tolomeo Galli
- 1581 – 1603: Alfonso Gesualdo
- 1584 – 1587: Antonio Carafa
- 1604 – 1607: Alfons Visconti
- 1607 – 1611: Ottavio Paravicini
- 1612 – 1621: Pietro Aldobrandini
- 1621 – 1632: Ludovico Ludovisi
- 1629 – 1631: Cosimo de Torres
- 1635 – 1641: Karel Emanuel Savojský
- 1642 – 1644: Alfonso de la Cueva
- 1644 – 1655: Arnošt Vojtěch z Harrachu
- 1645 – 1664: Jeroným Colonna
- 1664 - 1667: Fedrigo Sforza
- 1667 – 1675: Bedřich Hesensko-Darmstadtský
- 1690 – 1743: jako „německý národ“
- 1743 – 1779: Alessandro Albani

### Kardinálové protektoři „Nationis Austriae“
- 1823 – 1834: Giuseppe Albani
- 1834 – 1858: uprázdněno
- 1858 – 1867: Pietro De Silvestri